# 大安寺塔
大安寺塔于中国浙江省金华义乌市稠城街道绣湖社区县前街绣湖湖畔，原属大安教寺（原在绣湖湖心岛柳洲，今已不存），按县志所载始建于北宋大观四年（1110），由邑人吴圭（1068-1121，字彦成）出资为供奉双林大士而建（亦有建塔镇妖之说），另一说则认为其建于南宋乾道六年（1170），为吴若古（1112-1168，吴圭侄子，官至忠翊郎）之妻王氏为追念亡夫而建。明永乐年间顶层倒塌，永乐十四年（1416）重修，四层和五层重新修复，1996年重建塔顶，为义乌境内现存最早的砖木结构建筑。
今塔为六角五层的砖木结构楼阁式塔，现存砖砌塔身及少量木结构，副阶、腰檐、平座栏杆和塔刹已毁，但平座、倚柱、阑额、斗拱等砖质仿木结构保存尚好。塔身残高23.42米，底层内径2.9米，塔壁厚1.35米，转角处设倚柱，每层六面间隔辟门窗，其位置逐层相错，塔砖上有“庚寅岁建”、“孝妻王氏建追荐故夫”、“省干吴忠翊速生天界”、“吴知县宅”等多处铭文。